# Wilm Hosenfeld
Wilhelm Adalbert „Wilm“ Hosenfeld (* 2. Mai 1895 in Mackenzell bei Fulda; † 13. August 1952 in Stalingrad) war ein Wehrmachtoffizier im Zweiten Weltkrieg, der während der deutschen Besetzung Warschaus vermutlich mindestens 30 polnischen Bürgern, darunter mehreren Juden, das Leben rettete.
Bekannt wurde Hosenfeld durch die Beschreibung in Władysław Szpilmans Autobiographie Der Pianist – Mein wunderbares Überleben, die von Roman Polański verfilmt wurde (Der Pianist). Die Jerusalemer Holocaustgedenkstätte Yad Vashem verlieh Hosenfeld im November 2008 postum den Ehrentitel Gerechter unter den Völkern.

## Leben
Wilhelm (genannt Wilm) Hosenfeld wurde als viertes von sechs Kindern eines Lehrers in dem Rhöndorf Mackenzell, heute ein Stadtteil von Hünfeld bei Fulda, geboren. Geprägt wurde er durch die Prinzipien seiner katholischen Familie, durch die preußisch-patriotische Erziehung der damaligen Lehrerausbildung und vor allem durch die Ideale des Wandervogels. Mit ihm nahm er 1913 auch am Ersten Freideutschen Jugendtag auf dem Hohen Meißner teil. Später beeinflusste ihn die protestantisch-pazifistische Denkweise seiner Frau Annemarie.
Nach Abschluss seiner pädagogischen Ausbildung nahm er von 1914 an als Infanterist am Ersten Weltkrieg teil. Er kehrte 1917 schwer verwundet in die Heimat zurück. Seit 1918 wirkte er als Dorfschullehrer, zunächst in den Gemeinden Roßbach und Kassel – beides später Ortsteile von Biebergemünd im Spessart –, dann in Thalau bei Fulda in der Rhön.
1920 heiratete er Annemarie Krummacher, Tochter des Worpsweder Malers Karl Krummacher. Aus dieser Ehe gingen fünf Kinder hervor, die später alle medizinische Berufe ergriffen.
Aus der Wandervogelbewegung stammend, war Hosenfeld für die Antibürgerlichkeit und die Volksgemeinschaftsidee der Nationalsozialisten empfänglich. Seit 1933 war er in der SA und im NS-Lehrerbund, zum 1. August 1935 trat er der NSDAP bei (Mitgliedsnummer 3.675.024). Tagebuchaufzeichnungen von 1936 zeigen ihn als begeisterten Teilnehmer des Nürnberger Reichsparteitages.
Bei Ausbruch des Zweiten Weltkrieges kam Hosenfeld, inzwischen 44-jährig, mit einem Landesschützenbataillon nach Polen. Von 1940 bis 1944 gehörte er als Reserveoffizier der Oberfeldkommandantur in Warschau an. 1941 wurde er Leiter der Wehrmacht-Sportschule. Auch war er verantwortlich für die logistische Vorbereitung von Fußball-Partien der Gauliga Generalgouvernement im Warschauer Armeestadion, das von den Besatzern in „Wehrmachtsstadion“ umbenannt worden war.
Unter dem Eindruck der deutschen Kriegsverbrechen begann er, sowohl nichtjüdische als auch jüdische Polen vor dem Terror zu schützen. Unter anderem rettete er den Priester Anton Cieciora vor der SS, später auch dessen Schwager. Er lernte Polnisch und wurde von polnischen Familien eingeladen, was äußerst ungewöhnlich war. Als Leiter der Sportschule unterstanden ihm eine Anzahl polnischer Arbeiter, die für die Pflege der Anlagen zu sorgen hatten. Dies ermöglichte ihm, einige Verfolgte unter falschem Namen zu beschäftigen. Während des Warschauer Aufstandes im Spätsommer 1944 musste er gefangene Kämpfer der polnischen Untergrundarmee Armia Krajowa (AK) verhören. Gegen die Anweisung der SS-Führung sorgte er dafür, dass Verwundete ärztlich versorgt wurden; auch forderte er ihre Behandlung nach der Genfer Konvention. Im Herbst 1944 wurde er Kompaniechef.
Während seines Aufenthalts in Warschau schrieb Hosenfeld Tagebücher und zahlreiche Briefe an seine Frau, in denen er sich mit der Naziherrschaft und der deutschen Besatzungspolitik sehr kritisch auseinandersetzte. Die Dokumente wurden 2004 vollständig publiziert. Die Rettung des Pianisten Władysław Szpilman geschah in den letzten Tagen der Warschauer Besatzung, am 17. November 1944 traf Hosenfeld in einer Ruine auf ihn.
Im Januar 1945 geriet er in sowjetische Kriegsgefangenschaft. Wahrheitsgemäß gab er an, dass das von ihm geführte Sportamt organisatorisch der Abteilung Ic unterstand. Diese Angabe wurde ihm zum Verhängnis, denn neben der Truppenbetreuung nahm diese Abteilung auch nachrichtendienstliche Aufgaben wahr. Um von Hosenfeld Informationen über seine vermeintliche geheimdienstliche Tätigkeit zu erzwingen, setzte man ihn dem „strengen Verhör“ im Untersuchungsgefängnis Minsk aus. Nach sechs Monaten Folter und Isolationshaft war er ein gebrochener Mann. Er erlitt den ersten Schlaganfall.
Ohne Nachweis eines Vergehens wurde er 1950 als Kriegsverbrecher zu 25 Jahren Zwangsarbeit verurteilt. Mehrfach bemühte er sich vergeblich um eine Auslieferung nach Polen. Trotz der Fürsprache von ihm Geretteter wurde Hosenfeld nicht entlassen. Halbseitig gelähmt und verzweifelt starb er am 13. August 1952 im Alter von 57 Jahren im Kriegsgefangenenlager Stalingrad an wahrscheinlich durch Misshandlungen verursachten inneren Blutungen.
Szpilman erfuhr erst 1950 den Namen seines Helfers. 1957 besuchte er die Witwe Hosenfelds in Thalau und berichtete ihr, dass ihr Mann ihn gerettet habe.

## Postume Würdigungen
Seit 2005 verleiht die Leuphana Universität Lüneburg jährlich den Hosenfeld/Szpilman-Gedenkpreis. Eingereicht werden können musikwissenschaftliche Untersuchungen, Forschungsarbeiten aus den Kultur- und Geisteswissenschaften und Untersuchungen aus pädagogischer Perspektive.
Im Oktober 2007 wurde Hosenfeld postum durch den polnischen Präsidenten Lech Kaczyński für die Rettung polnischer Bürger mit dem Orden Polonia Restituta (Komtur) geehrt.
Im Oktober 2008 wurde im Biebergemünder Ortsteil Kassel ein Platz nach Wilm Hosenfeld benannt.
Die Jerusalemer Holocaustgedenkstätte Yad Vashem ernannte Hosenfeld am 25. November 2008 postum zum Gerechten unter den Völkern. Die Ernennung des ehemaligen Wehrmachtoffiziers erfolgte auf Antrag von Władysław Szpilman aus dem Jahr 1998 und nach jahrelangen Bemühungen von dessen Sohn Andrzej Szpilman. Vorausgegangen waren intensive Recherchen seitens der Gedenkstätte, die sicherstellten, dass Hosenfeld nicht in Kriegsverbrechen verwickelt gewesen war.
Wilm Hosenfelds Geburtshaus in Mackenzell wurde am 11. März 2011 ehrenhalber Wilm-Hosenfeld-Haus benannt.
Am 25. Februar 2018 wurde ein Gedenkstein an der Grundschule Thalau eingeweiht. Er würdigt das Wirken Hosenfelds und ist Erinnerung und Mahnung für kommende Generationen.

## Werke
- Thomas Vogel (Hrsg.): «Ich versuche jeden zu retten». Das Leben eines deutschen Offiziers in Briefen und Tagebüchern. Dt. Verlags-Anstalt, München 2004, ISBN 3-421-05776-1.
  - polnisch: (Übersetzung Winfried Lipscher): Staram się ratować każdego. Oficyna Wydawnicza Rytm, Warszawa 2007, ISBN 978-83-7399-277-1.